# 松原神社 (鹿児島市)
松原神社（まつばらじんじゃ）は鹿児島県鹿児島市松原町に鎮座する神社である。

## 祭神
島津氏15代当主・島津貴久を靖國崇勲彦命（くにむけいさたかひこのみこと）または島津貴久公と称して主祭神とし、相殿に天之御中主神・高御産巣日神・神産巣日神・天照皇大神・豊受大明神・平田純貞を祀る。
歯の神
相殿に祀られる平田純貞は祭神の家臣で、祭神没後に自ら釘付けとなり船出して殉死するが、その際に3日3晩にわたって読経の声と歯軋りの音が聞こえたことから歯の神として称えられるようになり祭神の傍らに葬られた。現在でも全国虫歯予防デーには県の歯科医師会主催の抜歯供養が斎行される。

## 歴史
弘治3年（1567年）、島津氏の中興の祖である祭神により福昌寺の末寺として建立された松原山南林寺を前身とする。祭神歿後はその跡を継いだ島津義久によって菩提寺と定められ、以後歴代の薩摩藩藩主より手厚い保護を受けたが、明治2年（1869年）、廃仏毀釈の煽りを受けて廃寺。跡地に南林寺の山号に因んで当神社が創祀されて郷社に列し、祭神歿後の350年祭にあたる大正9年（1920年）には県社に昇格した。現在でも鹿児島の繁華街近くの神社として、祭日及び年末年始は多くの参拝者で賑わう。

## 境内社
- 稲荷神社（稲荷大神（いなりのおおかみ））
- 厳島神社（市杵島姫命（いちきしまひめのみこと）・田心姫命（たごりひめのみこと）・湍津姫命（たぎつひめのみこと））